# Српска православна црква Св. оца Николаја у Кикинди
Православна црква у Кикинди, посвећена светом Николи, подигнута је 1769. године. Припада Епархији банатској Српске православне цркве и представља непокретно културно добро као споменик културе од изузетног значаја.

## Историјат
Садашња црква је подигнута на месту мале цркве-плетаре, док је торањ са звоником подигнут нешто касније. Адаптацијом 1981. године, црква добија високи барокни торањ, карактеристичан за војвођанске храмове. 

## Архитектура
Црква се одликује архитектуром класицизма, док на западној богато декоративној фасади доминира ризалит украшен тимпаноном и пиластрима дорског стила.
Посебну вредност храма даје иконостас, рађен око 1790. године који се приписује Теодору Илићу Чешљару, док новије стилске анализе показују да је кикиндски иконостас рад младог Јакова Орфелина из 1773. године.
Барокно-рокајна олтарска преграда, развијеног иконографског програма, подељена је у три зоне.
Благовести у првој, представљају најквалитетнији барокни рад богатог колорита, док су на већини осталих композиција видљива пресликавања, оштећења и ретуши. У другој су сцене Празника, оригиналних композиционих решења и прозрачне палете, као и низ монументалних фигура апостола у тешким драперијама. Трећа зона, изведена у изразито барокном маниру, приказује Распеће и фигуре пророка. 
Две зидне слике у уљу, Тајну вечеру на северном зиду наоса и Васкрсење Христово на јужном, сликао је 1790. Теодор Илић Чешљар у маниру каснобарокног стила, рокајне палете, сигурног цртежа и композиције. У припрати су зидне слике Љубомира Александровића, настале крајем 19. века. 
Опсежни конзерваторско-рестаураторски радови спроведени су на иконостасу 1974. а на зидним сликама током 2003–2004.
- Звоник цркве
- Црква са северне стране
- Црквени торањ
- Сат на источној страни цркве